# Cut Off
Cut Off és una població dels Estats Units a l'estat de Louisiana. Segons el cens del 2000 tenia 5.635 habitants.

## Demografia
Segons el cens del 2000, Cut Off tenia 5.635 habitants, 2.033 habitatges, i 1.608 famílies. La densitat de població era de 147,4 habitants/km².
Dels 2.033 habitatges en un 39,2% hi vivien nens de menys de 18 anys, en un 66% hi vivien parelles casades, en un 8,6% dones solteres, i en un 20,9% no eren unitats familiars. En el 18% dels habitatges hi vivien persones soles el 8,1% de les quals corresponia a persones de 65 anys o més que vivien soles. El nombre mitjà de persones vivint en cada habitatge era de 2,76 i el nombre mitjà de persones que vivien en cada família era de 3,12.
Per edats la població es repartia de la següent manera: un 27,3% tenia menys de 18 anys, un 8,3% entre 18 i 24, un 30,5% entre 25 i 44, un 22,5% de 45 a 60 i un 11,4% 65 anys o més.
L'edat mediana era de 35 anys. Per cada 100 dones de 18 o més anys hi havia 96,1 homes.
La renda mediana per habitatge era de 38.077 $ i la renda mediana per família de 42.986 $. Els homes tenien una renda mediana de 35.994 $ mentre que les dones 19.225 $. La renda per capita de la població era de 16.353 $. Entorn del 7,3% de les famílies i el 7,9% de la població estaven per davall del llindar de pobresa.

## Poblacions més properes
El següent diagrama mostra les poblacions més properes.